# Saint-Martin-de-Ribérac
Saint-Martin-de-Ribérac ist eine französische Gemeinde mit 728 Einwohnern (Stand 1. Januar 2022) im Département Dordogne in der Region Nouvelle-Aquitaine (vor 2016: Aquitanien). Die Gemeinde gehört zum Arrondissement Périgueux und zum Kanton Ribérac.
Der Name in der okzitanischen Sprache lautet Sent Martin de Ribairac und leitet sich vom heiligen Martin von Tours ab. Der Zusatz „de Ribérac“ kam im 19. Jahrhundert dazu.
Die Einwohner werden Saint Martinois und Saint Martinoises genannt.

## Geographie
Saint-Martin-de-Ribérac liegt ca. 30 km westnordwestlich von Périgueux und ca. 2,5 km südöstlich von Ribérac in dessen Unité urbaine im Gebiet Ribéracois der historischen Provinz Périgord am westlichen Rand des Départements.
Umgeben wird Saint-Martin-de-Ribérac von den sechs Nachbargemeinden:
|          | Ribérac                                     | Saint-Méard-de-Drône       |
| Vanxains | Kompassrose, die auf Nachbargemeinden zeigt | Saint-Pardoux-de-Drône     |
|          | Siorac-de-Ribérac                           | Saint-Sulpice-de-Roumagnac |

Saint-Martin-de-Ribérac liegt im Einzugsgebiet des Flusses Dordogne.
Die Peychay und der Ribéraguet, Nebenflüsse der Dronne, durchqueren das Gebiet der Gemeinde.

## Geschichte
Das Gebiet der Gemeinde war seit gallorömischer Zeit besiedelt. Der Name der Pfarrgemeinde wurde aber erstmals im 13. Jahrhundert erwähnt. Die Siedlung erstreckte sich seit dem Mittelalter um einen Adelssitz, der über die Gerichtsbarkeit der Pfarrgemeinde verfügte. Nachdem es im Ancien Régime eine Seigneurie der Familie Aydie gewesen war, wurde Saint-Martin-de-Ribérac zu Beginn der Französischen Revolution an Ribérac angeschlossen, allerdings unter Beibehaltung seiner eigenen Verwaltung. Im Jahre 1851 wurde die Gemeinde schließlich selbstständig.

## Einwohnerentwicklung
Den Höchststand der Einwohnerzahl erreichte die Gemeinde gleich nach Erlangung ihrer Unabhängigkeit im Jahre 1851 mit rund 1550 Einwohnern.
In der Folgezeit sank die Größe der Gemeinde bei kurzen Erholungsphasen bis zu den 1980er Jahren auf rund 595 Einwohner, bevor eine Phase moderatem Wachstums einsetzte, die heute noch anhält.
| Jahr      | 1962 | 1968 | 1975 | 1982 | 1990 | 1999 | 2006 | 2011 | 2022 |
| --------- | ---- | ---- | ---- | ---- | ---- | ---- | ---- | ---- | ---- |
| Einwohner | 658  | 647  | 611  | 594  | 607  | 654  | 676  | 705  | 728  |

## Sehenswürdigkeiten
- Pfarrkirche Saint-Martin aus dem 12. Jahrhundert
- Herrenhaus Les Gérauds, eine Chartreuse aus dem 19. Jahrhundert
- Herrenhaus La Veille Basse, eine Chartreuse mit den ältesten Teilen aus dem 15. Jahrhundert

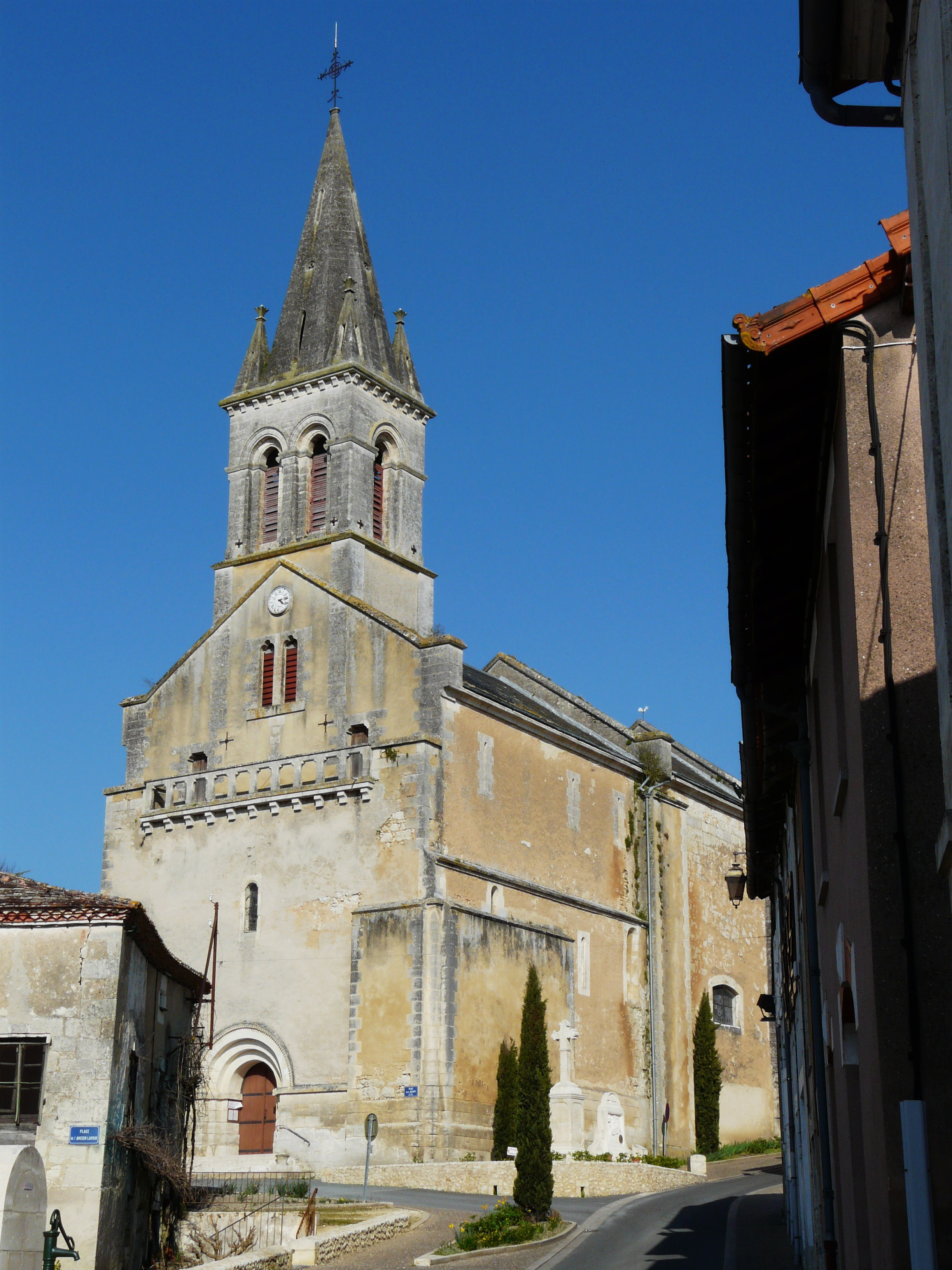
Pfarrkirche Saint-Martin
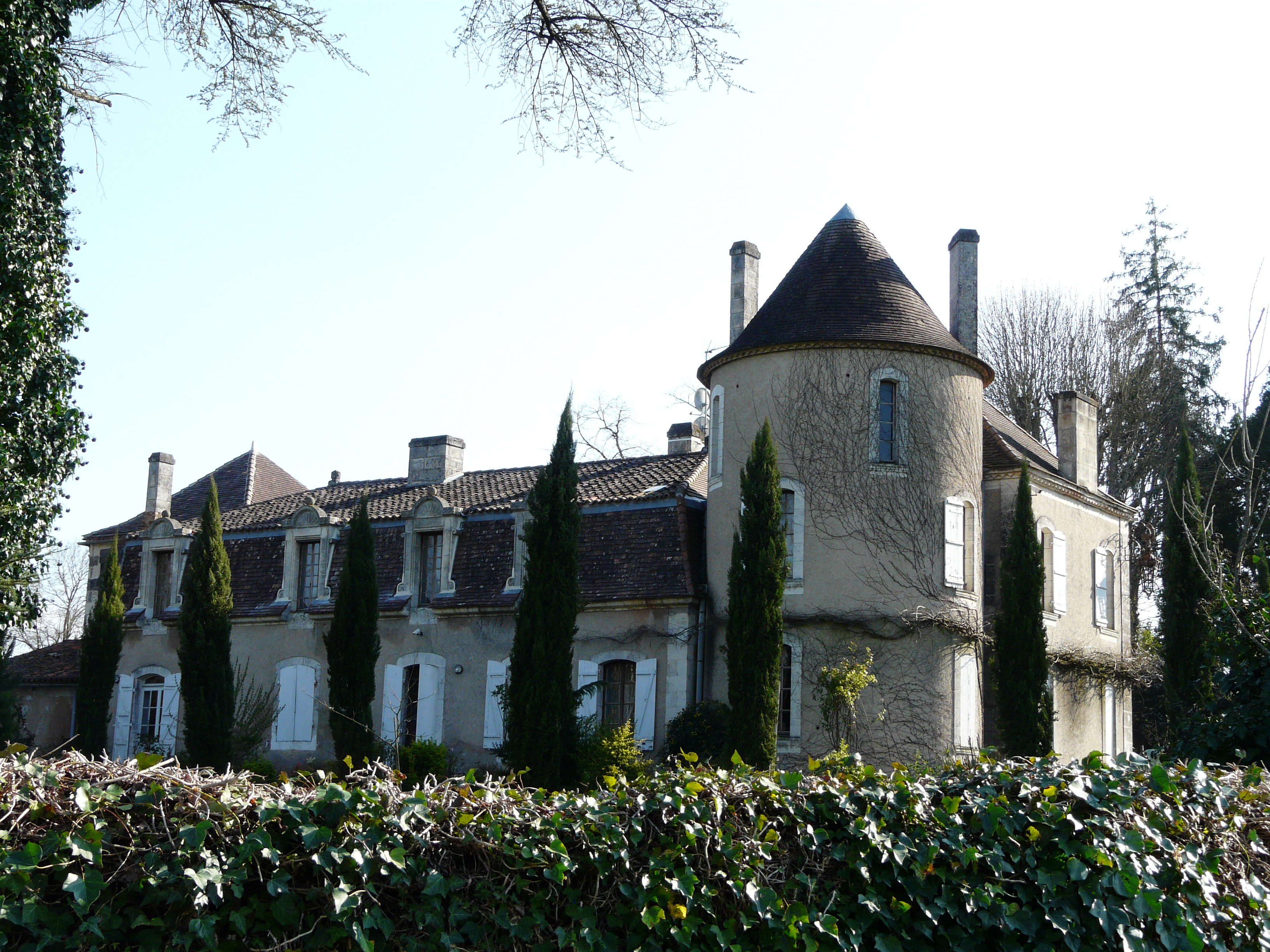
Herrenhaus Les Gérauds
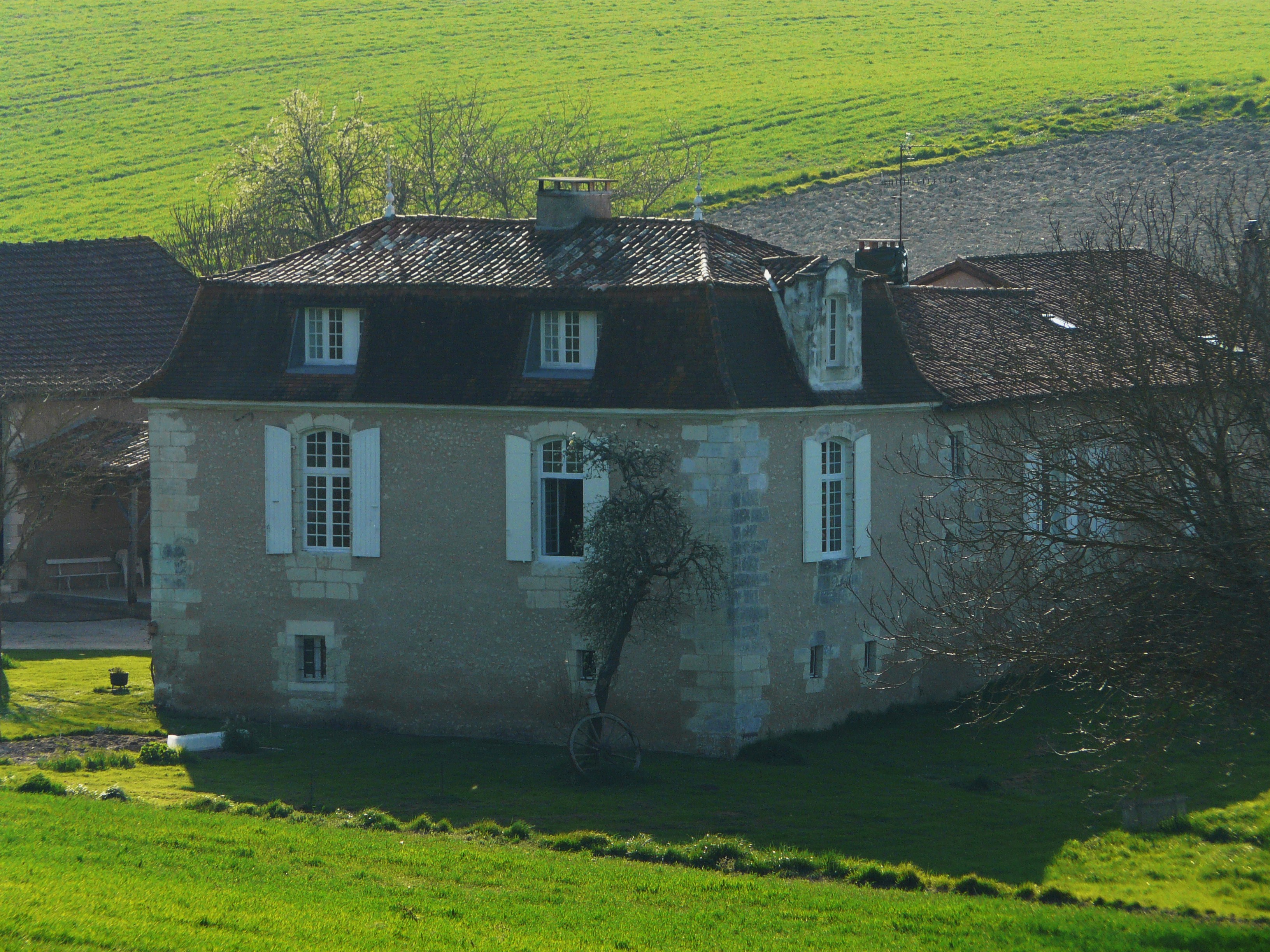
Herrenhaus La Veille Basse

## Wirtschaft und Infrastruktur
Die Schwerpunkte der wirtschaftlichen Aktivitäten der Gemeinde liegen auf dem Ackerbau und dem Kleingewerbe.
Saint-Martin-de-Ribérac liegt in den Zonen AOC der Buttersorten Charentes-Poitou, Charentes und Deux-Sèvres sowie der Noix du Périgord, der Walnüsse des Périgord, und des Nussöls des Périgord.

### Bildung
Die Gemeinde verfügt über eine öffentliche Vor- und Grundschule mit 44 Schülerinnen und Schülern im Schuljahr 2018/2019.

### Verkehr
Saint-Martin-de-Ribérac ist erreichbar über die Routes départementales 13, 43 und 709, die ehemalige Route nationale 709, welche die Gemeinde mit Ribérac im Nordwesten und mit Bergerac im Südosten verbindet.
Die Gemeinde ist über eine Linie des Busnetzes Transpérigord, die von Périgueux nach Ribérac führt, mit anderen Gemeinden des Départements verbunden.

## Persönlichkeiten
- Jean Jacoupy, geboren am 28. April 1761 in Saint-Martin-de-Ribérac, gestorben am 27. Mai 1848 in Bordeaux, war katholischer Priester. Im Jahre 1802 wurde er von Napoleon Bonaparte zum Bischof von Agen ernannt.[11]

- Guillaume Boulle de Larigaudie, bekannt unter dem Namen Guy de Larigaudie, geboren am 18. Januar 1908 in Paris, gefallen im Zweiten Weltkrieg am 11. Mai 1940 in Musson, Belgien, war französischer Pfadfinder, Schriftsteller, Erforscher, Conférencier und Journalist. Er verbrachte einen großen Teil seiner Jugend im Herrenhaus Les Gérauds, das seiner Familie gehörte.[12]